# NGC 317/2
NGC 317/2 је спирална галаксија у сазвежђу Андромеда која се налази на NGC листи објеката дубоког неба.
Деклинација објекта је + 43° 47' 31" а ректасцензија 0h 57m 40,5s. Привидна величина (магнитуда) објекта NGC 317 износи 13,1 а фотографска магнитуда 13,9. NGC 3172 је још познат и под ознакама NGC 317B, UGC 594, MCG 7-3-10, IRAS 00548+4331, KCPG 19B, 5ZW 42, CGCG 536-13, PGC 3445.